# Sofia Assefa
Sofia Assefa (née le 14 novembre 1987 à Addis-Abeba) est une athlète éthiopienne spécialiste du 3 000 mètres steeple.

## Carrière
Éliminée dès les séries lors des Jeux olympiques de 2008, Sofia Assefa établit la meilleure performance de sa carrière sur 3 000 m steeple le 3 juillet 2009 lors du meeting d'Oslo en signant le temps de 9 min 19 s 91. Qualifiée pour les Championnats du monde de Berlin, elle termine treizième de la finale en 9 min 31 s 29, puis conclut sa saison par une quatrième place obtenue à Thessalonique lors de la Finale mondiale de l'IAAF. 
En 2010, Sofia Assefa prend la deuxième place du classement général de la Ligue de diamant derrière la Kényane Milcah Cheywa. Troisième de la Prefontaine Classic de Eugene (Oregon), elle s'impose lors du Mémorial Van Damme de Bruxelles, ultime étape de la compétition, devant Milcah Cheywa, et établit à cette occasion son meilleur temps de l'année en 9 min 20 s 72. Sélectionnée dans l'équipe d'Afrique lors de la première édition de la Coupe continentale, l'Éthiopienne se classe troisième du 3 000 m steeple remporté par la Russe Yuliya Zarudneva.
En 2015 elle termine victorieuse lors des Jeux africains de Brazzaville.
Le 19 novembre 2015, l'Espagnole Marta Dominguez, initialement gagnante du 3000 mètres des Mondiaux de Berlin, est déclassée pour dopage. Assefa est reclassée en douzième position,.
Le 24 mars 2016, le Tribunal arbitral du sport valide les appels de la Fédération internationale d'athlétisme contre les décisions de l'agence russe antidopage (RUSADA) concernant les sanctions « sélectives » de six athlètes. L'agence russe prenait des sanctions de manière tronçonnée de façon, le plus souvent, à leur permettre de conserver les titres acquis dans les grands rendez-vous, ce qui est inacceptable aux yeux de la fédération internationale. Le tribunal décide de bannir Yuliya Zaripova, coureuse de 3 000 m steeple qui avait déjà perdu ses titres mondiaux 2011 et olympiques 2012 pour une précédente suspension, du 20 juillet 2011 au 25 juillet 2013. La Fédération internationale d'athlétisme (IAAF) va procéder immédiatement à la disqualification des athlètes incriminés et à la redistribution des médailles dans les compétitions qu'elle dirige et informe le Comité international olympique de la décision du tribunal pour qu'il puisse modifier le résultat de l'épreuve.
Le 11 juin 2017, elle remporte l'épreuve des FBK Games d'Hengelo en battant son vieux record personnel de 9 min 09 s 00 en 2012, réalisant ce jour 9 min 07 s 06. Il s'agit d'un nouveau record du meeting et d'un record d'Éthiopie, ainsi que de la 8e meilleure performance mondiale de tous les temps.

## Palmarès
| Date | Compétition            | Lieu             | Résultat | Épreuve     |
| ---- | ---------------------- | ---------------- | -------- | ----------- |
| 2009 | Championnats du monde  | Berlin           | 12e      | 3 000 m st. |
| 2009 | Finale mondiale        | Thessalonique    | 4e       | 3 000 m st. |
| 2010 | Ligue de diamant       | Ligue de diamant | 2e       | détails     |
| 2010 | Coupe continentale     | Split            | 3e       | 3 000 m st. |
| 2012 | Jeux olympiques        | Londres          | 2e       | 3 000 m st. |
| 2013 | Championnats du monde  | Moscou           | 3e       | 3 000 m st. |
| 2014 | Championnats d'Afrique | Marrakech        | 2e       | 3 000 m st. |
| 2014 | Ligue de diamant       | Ligue de diamant | 2e       | 3 000 m st. |
| 2015 | Championnats du monde  | Pékin            | 4e       | 3 000 m st. |
| 2015 | Ligue de diamant       | Ligue de diamant | 5e       | 3 000 m st. |
| 2015 | Jeux africains         | Brazzaville      | 1re      | 3 000 m st. |
| 2016 | Jeux olympiques        | Rio de Janeiro   | 5e       | 3 000 m st. |
| 2016 | Ligue de diamant       | Ligue de diamant | 3e       | détails     |

## Records
| Épreuve              | Performance    | Lieu    | Date            |
| -------------------- | -------------- | ------- | --------------- |
| 3 000 mètres steeple | 9 min 07 s 06  | Hengelo | 11 juin 2017    |
| 5 000 mètres         | 15 min 59 s 74 | Liège   | 25 juillet 2007 |